# Лоран Поку
Лоран Поку (фр. Laurent Pokou, 10 серпня 1947, Абіджан — 13 листопада 2016, Абіджан) — івуарійський футболіст, що грав на позиції нападника, зокрема за низку французьких клубних команд і національну збірну Кот-д'Івуару. По завершенні ігрової кар'єри — тренер.
Найкращий футболіст Кот-д'Івуару XX сторіччя за версією IFFHS, посів сьоме місце серед найкращих гравців Африки у тому ж опитуванні. Двічі ставав найкращим бомбардиром Кубка африканських націй.

## Клубна кар'єра
У дорослому футболі дебютував 1965 року виступами за команду «АСЕК Мімозас», в якій провів сім сезонів. 
1973 року був запрошений до французького «Ренна», в якому провів наступні чотири сезони своєї ігрової кар'єри. Був одним з головних бомбардирів команди, маючи середню результативність на рівні 0,7 гола за гру першості.
1977 року перейшов до «Нансі», де не зумів стати гравцем основного складу команди, атака якої будувалася насамперед навколо молодого Мішеля Платіні. Тож вже за рік повернувся до «Ренна», де протягом сезону також отримував обмежений ігровий час.
Завершував ігрову кар'єру на батьківщині у команді рідного «АСЕК Мімозас», кольори якого захищав протягом 1979–1980 років.

## Виступи за збірну
1967 року дебютував в офіційних матчах у складі національної збірної Кот-д'Івуару. Наступного року поїхав з національною командою на Кубок африканських націй 1968, де допоміг івуарійцям здобути бронзові нагороди, ставши із шістьма забитими голами найкращим бомбардиром турніру. 
За два роки, на Кубку африканських націй 1970, знову забив найбільше голів з усіх гравців-учасників, вісім. Згодом ще двічі брав участь у континентальних першостях Африки, у 1974 і 1980 роках.
Загалом протягом кар'єри у національній команді, яка тривала 14 років, провів у її формі 62 матчі, забивши 19 голів.

## Кар'єра тренера
Розпочав тренерську кар'єру відразу ж по завершенні кар'єри гравця, 1980 року, ненадовго очоливши тренерський штаб рідного «АСЕК Мімозас». Насутпного року працював з іншою місцевою командою «Ріо Спорт».
Помер 13 листопада 2016 року на 70-му році життя в рідному Абіджані.

## Титули і досягнення

### Командні
- Володар Кубка Франції (1):

«Нансі»: 1977-1978
- Бронзовий призер Кубка африканських націй: 1968

### Особисті
- Найкращий бомбардир Кубка африканських націй (2):

1968 (6 голів), 1970 (8 голів)